# Sziklahát
Sziklahát (1899-ig Zászkál, szlovákul Záskalie) község Szlovákiában, a Trencséni kerületben, a Vágbesztercei járásban.

## Fekvése
Vágbesztercétől 8 km-re északkeletre található.

## Története
A települést 1379-ben „Chonkakwmegye”, „Chukakeumegye” alakban említik először. A források alapján arra lehet következtetni, hogy az eredeti magyar lakosságot a 15. század elején szlávok váltották fel. 1405-ben „Zazkale”, 1484-ben „Superior Zazkalye” néven szerepel a korabeli forrásokban. Története során a Zaszkalszky, Zamaróczy, Klobusiczky és Podmaniczky családok birtokolták. 1598-ban 6 háza állt. 1720-ban 7 adózója volt a falunak. 1784-ben 29 házában 31 családban 168 lakos élt.
A 18. század végén Vályi András így ír róla: „ZASZKALJE. Tót falu Trentsén Várm. földes Urai Gr. Szapáry, és Gr. Balassa Uraságok, lakosai katolikusok, fekszik Vág-Besztertzéhez nem meszsze, mellynek filiája; határja kősziklás, és sovány, legelője, fája elég van.”
1828-ban 28 háza és 10 lakosa volt. Lakói mezőgazdasággal foglalkoztak, később sokan a közeli Vágbeszterce üzemeiben dolgoztak.
Fényes Elek 1851-ben kiadott geográfiai szótárában így ír a faluról: „Zaszkalye, Trencsén m. tót f. a beszterczei uradalomban: 138 kath. lak. F. u. b. Balassa, gr. Szapáry. Ut. p. Zsolna.”
A trianoni béke előtt Magyarországhoz, Trencsén vármegye Vágbesztercei járásához tartozott.

## Népessége
| Év:            | 1994. | 2004.   | 2014.   | 2024.    |
| -------------- | ----- | ------- | ------- | -------- |
| Emberek száma: | 194   | 185     | 178     | 223      |
| Eltérés:       |       | -4,63 % | -3,78 % | +25,28 % |

| Év:            | 2023. | 2024.   |
| -------------- | ----- | ------- |
| Emberek száma: | 215   | 223     |
| Eltérés:       |       | +3,72 % |

1910-ben 225, túlnyomórészt szlovák lakosa volt.
2001-ben 184 lakosából 182 szlovák volt.
2011-ben 188 lakosából 179 szlovák volt.

## Külső hivatkozások
- E-obce.sk[halott link]
- Községinfó
- Sziklahát Szlovákia térképén